# Titanic: Music from the Motion Picture
Titanic: Music from the Motion Picture ist das Soundtrack-Album zum Film Titanic. Es wurde von dem US-amerikanischen Filmkomponisten James Horner komponiert und erschien am 18. November 1997 über das Label Sony Classical. Mit rund 30 Millionen verkauften Exemplaren zählt es zu den weltweit meistverkauften Musikalben.

## Hintergrund und Entstehung
Regisseur James Cameron wollte für die Musik zu seinem Film Titanic ursprünglich die irische Sängerin Enya verpflichten und hatte in einem Rohschnitt des Films bereits ihre Musik verwendet. Nachdem sie jedoch abgesagt hatte und auch Dolores O’Riordan, Frontsängerin der Rockgruppe The Cranberries, wegen der Geburt ihres Sohnes abgelehnt hatte, wandte sich Cameron an den US-amerikanischen Filmkomponisten James Horner. Nach ihrer ersten Zusammenarbeit in Aliens – Die Rückkehr (1986) war ihre Beziehung zwar eher unterkühlt, doch Horners Arbeit an Braveheart überzeugte Cameron und Horner bescheinigte dem Projekt genug Potenzial, um erneut mit Cameron zusammenzuarbeiten. So komponierte James Horner eine Musik, die sich sehr am irischen Stil Enyas orientiert. Um ihren hallenden Klang zu imitieren, wurde für die wortlosen, stimmungsvollen Hintergrund-Gesänge im Soundtrack eigens die norwegische Sängerin Sissel Kyrkjebø verpflichtet. Dadurch sind viele Gemeinsamkeiten zwischen dem Soundtrack zu Titanic und Enyas Lied Book of Days aus dem Film In einem fernen Land (1992) zu erkennen.
Die kanadische Sängerin Céline Dion singt den Titelsong My Heart Will Go On. Er ist der einzige Popsong auf dem Album und wurde von Horner zusammen mit dem Songwriter Will Jennings komponiert und geschrieben. Anfangs wollte Cameron keinen Song für den Abspann, aber Horner setzte sich ohne Camerons Wissen mit Jennings an die Produktion eines Songs. Als Horner das Stück Cameron vorspielte, war dieser bereit, das später oscar- und grammyprämierte Lied im Abspann des Films zu verwenden. Buchautorin Paula Parisi kritisierte Cameron dafür, „am Ende des Films kommerziell zu werden“. Für das Album und die Radioversion wurde die Demoaufnahme des Songs verwendet, was unüblich ist. Horner, Dion und Sony Music entschieden sich dafür, die Demoaufnahme als offizielle Aufnahme zu behalten, weil „Dions Stimme perfekt war“. Eine instrumentale Version von My Heart Will Go On stellt im Film das Liebesthema Rose dar.
Auch andere Künstler wurden eingeladen, Songs für den Film einzubringen, darunter der christliche Liedermacher Michael W. Smith, der in den Deckblatt-Notizen zu seinem Song In My Arms Again von seinem Album Live the Life (1998) schrieb: „Inspiriert und geschrieben für den Film Titanic, voller Dank für die Möglichkeit, ihnen einen Song zu schicken, dankbar dafür, dass er auf diesem Album gelandet ist.“ Beim Stück Hymn to the Sea spielte Eric Rigler von der keltischen Band Bad Haggis sowohl den irischen Dudelsack als auch die Flöte.
Nicht zum eigentlichen Soundtrack gehören die Musikstücke, die vom Bordorchester im Film gespielt werden. Die I Salonisti, die das Orchester verkörpern und auch die Musik selbst spielten, veröffentlichten diese Stücke auf ihrem Album And the Band Played on – Music played on the Titanic.

## Covergestaltung
Das Albumcover zeigt die Schauspieler Leonardo DiCaprio und Kate Winslet in ihren Filmrollen Jack Dawson und Rose DeWitt Bukater, die sich umarmen. Darunter ist der Bug der Titanic zu sehen. Im unteren Bildteil stehen die Schriftzüge Music from the Motion Picture, Titanic und Music Composed and Conducted by James Horner in Schwarz bzw. Weiß. Der Hintergrund ist weiß gehalten.

## Titellisten der Editionen vonTitanic: Music from the Motion Picture

### Standard Edition
Titanic: Music from the Motion Picture
(Alle Titel von James Horner komponiert)
| #  | Titel                                                                      | Länge |
| -- | -------------------------------------------------------------------------- | ----- |
| 1  | Never an Absolution                                                        | 3:03  |
| 2  | Distant Memories                                                           | 2:24  |
| 3  | Southampton                                                                | 4:02  |
| 4  | Rose                                                                       | 2:52  |
| 5  | Leaving Port                                                               | 3:26  |
| 6  | “Take Her to Sea, Mr. Murdoch”                                             | 4:31  |
| 7  | “Hard to Starboard”                                                        | 6:52  |
| 8  | Unable to Stay, Unwilling to Leave                                         | 3:57  |
| 9  | The Sinking                                                                | 5:05  |
| 10 | Death of Titanic                                                           | 8:26  |
| 11 | A Promise Kept                                                             | 6:03  |
| 12 | A Life So Changed                                                          | 2:13  |
| 13 | An Ocean of Memories                                                       | 7:58  |
| 14 | My Heart Will Go On (Love Theme From ‘Titanic’) (gesungen von Céline Dion) | 5:11  |
| 15 | Hymn to the Sea                                                            | 6:26  |

### 2-Disc-Anniversary-Edition
| #  | Titel                                                                      | Länge |
| -- | -------------------------------------------------------------------------- | ----- |
| 1  | Never an Absolution                                                        | 3:03  |
| 2  | Distant Memories                                                           | 2:24  |
| 3  | Southampton                                                                | 4:02  |
| 4  | Rose                                                                       | 2:52  |
| 5  | Leaving Port                                                               | 3:26  |
| 6  | “Take Her to Sea, Mr. Murdoch”                                             | 4:31  |
| 7  | “Hard to Starboard”                                                        | 6:52  |
| 8  | Unable to Stay, Unwilling to Leave                                         | 3:57  |
| 9  | The Sinking                                                                | 5:05  |
| 10 | Death of Titanic                                                           | 8:26  |
| 11 | A Promise Kept                                                             | 6:03  |
| 12 | A Life So Changed                                                          | 2:13  |
| 13 | An Ocean of Memories                                                       | 7:58  |
| 14 | My Heart Will Go On (Love Theme From ‘Titanic’) (gesungen von Céline Dion) | 5:11  |
| 15 | Hymn to the Sea                                                            | 6:26  |

| #  | Titel                    | Komponist                                 | Länge |
| -- | ------------------------ | ----------------------------------------- | ----- |
| 1  | Valse Septembre          | Felix Godin (Henry Albert Brown)          | 3:41  |
| 2  | Marguerite Waltz         | Charles Gounod                            | 2:35  |
| 3  | Wedding Dance            | Paul Lincke                               | 2:32  |
| 4  | Poet and Peasant         | Franz von Suppè                           | 6:50  |
| 5  | Blue Danube              | Johann Strauss II                         | 6:56  |
| 6  | Song Without Words       | Pjotr Iljitsch Tschaikowski               | 2:38  |
| 7  | Estudiantina             | J. de Lau Lusignan, Paul Lacôme           | 3:12  |
| 8  | Vision of Salome         | Archibald Joyce                           | 2:43  |
| 9  | Titsy Bitsy Girl         | Ivan Caryll, Lionel Monckton              | 1:37  |
| 10 | Alexander's Ragtime Band | Irving Berlin                             | 2:29  |
| 11 | Sphinx                   | Francis Popy, Léo Pouget, Pierre Chapella | 3:49  |
| 12 | Barcarole                | Jacques Offenbach                         | 3:32  |
| 13 | Orpheus                  | Jacques Offenbach                         | 8:41  |
| 14 | Song of Autumn           | Archibald Joyce                           | 3:54  |
| 15 | Nearer My God to Thee    | Lowell Mason, Sarah Flower Adams          | 2:50  |

### 4-Disc-Anniversary-Edition
| #  | Titel                                                                      | Länge |
| -- | -------------------------------------------------------------------------- | ----- |
| 1  | Never an Absolution                                                        | 3:03  |
| 2  | Distant Memories                                                           | 2:24  |
| 3  | Southampton                                                                | 4:02  |
| 4  | Rose                                                                       | 2:52  |
| 5  | Leaving Port                                                               | 3:26  |
| 6  | “Take Her to Sea, Mr. Murdoch”                                             | 4:31  |
| 7  | “Hard to Starboard”                                                        | 6:52  |
| 8  | Unable to Stay, Unwilling to Leave                                         | 3:57  |
| 9  | The Sinking                                                                | 5:05  |
| 10 | Death of Titanic                                                           | 8:26  |
| 11 | A Promise Kept                                                             | 6:03  |
| 12 | A Life So Changed                                                          | 2:13  |
| 13 | An Ocean of Memories                                                       | 7:58  |
| 14 | My Heart Will Go On (Love Theme From ‘Titanic’) (gesungen von Céline Dion) | 5:11  |
| 15 | Hymn to the Sea                                                            | 6:26  |

| #  | Titel | Komponist                 | Interpret     | Länge |
| -- | --- | ------------------------- | ------------- | ----- |
| 1  | Titanic Suite | Horner                    | Horner        | 19:05 |
| 2  | An Irish Party in Third Class (beinhaltet "John Ryan's Polka" und "Blarney Pilgrim")                                             |                           | Gaelic Storm  | 3:48  |
| 3  | Alexander's Ragtime Band | Irving Berlin             | I Salonisti   | 2:31  |
| 4  | The Portrait | Horner                    | Horner        | 4:44  |
| 5  | Jack Dawson's Luck (beinhaltet "Humours of Caledon", "The Red-Haired Lass", "The Boys on the Hilltop" & "The Bucks of Oranmore") |                           | Horner        | 5:39  |
| 6  | A Building Panic | Horner                    | Horner        | 8:09  |
| 7  | Nearer My God to Thee | Mason, Adams              | I Salonisti   | 2:51  |
| 8  | Come Josephine, in My Flying Machine                                                                                             | Fred Fisher, Alfred Bryan | Máire Brennan | 3:33  |
| 9  | Lament (beinhaltet "A Spailpín A Rún")                                                                                           |                           | Horner        | 4:37  |
| 10 | A Shore Never Reached | Horner                    | Horner        | 4:27  |
| 11 | My Heart Will Go On (beinhaltet Dialog aus dem Film)                                                                             | Horner, Jennings          | Celine Dion   | 4:43  |
| 12 | Nearer My God to Thee | Mason, Adams              | Eileen Ivers  | 2:23  |
| 13 | Epilogue – The Deep and Timeless Sea                                                                                             | Horner                    | Horner        | 12:38 |

| #  | Titel                    | Komponist                                 | Länge |
| -- | ------------------------ | ----------------------------------------- | ----- |
| 1  | Valse Septembre          | Felix Godin (Henry Albert Brown)          | 3:41  |
| 2  | Marguerite Waltz         | Charles Gounod                            | 2:35  |
| 3  | Wedding Dance            | Paul Lincke                               | 2:32  |
| 4  | Poet and Peasant         | Franz von Suppè                           | 6:50  |
| 5  | Blue Danube              | Johann Strauss II                         | 6:56  |
| 6  | Song Without Words       | Pjotr Iljitsch Tschaikowski               | 2:38  |
| 7  | Estudiantina             | J. de Lau Lusignan, Paul Lacôme           | 3:12  |
| 8  | Vision of Salome         | Archibald Joyce                           | 2:43  |
| 9  | Titsy Bitsy Girl         | Ivan Caryll, Lionel Monckton              | 1:37  |
| 10 | Alexander's Ragtime Band | Irving Berlin                             | 2:29  |
| 11 | Sphinx                   | Francis Popy, Léo Pouget, Pierre Chapella | 3:49  |
| 12 | Barcarole                | Jacques Offenbach                         | 3:32  |
| 13 | Orpheus                  | Jacques Offenbach                         | 8:41  |
| 14 | Song of Autumn           | Archibald Joyce                           | 3:54  |
| 15 | Nearer My God to Thee    | Lowell Mason, Sarah Flower Adams          | 2:50  |

| #  | Titel                               | Komponist                                         | Interpret                          | Länge |
| -- | ----------------------------------- | ------------------------------------------------- | ---------------------------------- | ----- |
| 1  | It's a Long Way to Tipperary        | Jack Judge, Henry James Williams                  | John McCormack                     | 3:10  |
| 2  | Let Me Call You Sweetheart          | Leo Friedman, Beth Slater Whitson                 | Halfway House Dance Orchestra      | 3:05  |
| 3  | Vilia                               |                                                   | Guy Lombardo & His Orchestra       | 2:44  |
| 4  | My Gal Sal                          | Paul Dresser                                      | Chick Bullock & His Levee Loungers | 2:57  |
| 5  | Oh! You Beautiful Doll              | Nat D. Ayer, Seymour Brown                        | Chuck Foster & His Orchestra       | 2:53  |
| 6  | Martha                              |                                                   | Adrian Rollini Trio                | 2:58  |
| 7  | In the Shade of the Old Apple Tree  | Egbert Van Alstyne, Harry Williams                | Duke Ellington & His Orchestra     | 3:11  |
| 8  | Waiting at the Church               | Henry Pether, Fred Leigh                          | Beatrice Kay                       | 2:38  |
| 9  | Frasquita Serenade                  |                                                   | John Kirby & His Orchestra         | 2:40  |
| 10 | Shine On Harvest Moon               | Nora Bayes, Jack Norworth                         | Hal Kemp                           | 3:06  |
| 11 | From the Land of the Sky Blue Water | Charles Wakefield Cadman, Nelle Richmond Eberhart | Mildred Bailey & Her Orchestra     | 2:47  |
| 12 | Loch Lomond                         |                                                   | Maxine Sullivan & Her Orchestra    | 2:57  |
| 13 | A Hot Time in the Old Town Tonight  | Theodore August Metz, Joe Hayden                  | Miff Mole's Molers                 | 2:46  |
| 14 | Nearer My God to Thee               | Mason, Adams                                      | Nelson Eddy                        | 3:10  |

### 20. Anniversary Edition
| #  | Titel                                 | Länge |
| -- | ------------------------------------- | ----- |
| 1  | Logo/Main Title                       | 2:28  |
| 2  | 2 1/2 Miles Down                      | 10:33 |
| 3  | To the Keldysh/Rose Revealed          | 1:43  |
| 4  | Distant Memories                      | 2:24  |
| 5  | My Drawing/Relics & Treasures         | 1:52  |
| 6  | Southampton                           | 4:00  |
| 7  | Leaving Port                          | 3:27  |
| 8  | Take Her to Sea, Mr. Murdoch          | 4:31  |
| 9  | First Sighting/Rose’s Suicide Attempt | 3:05  |
| 10 | Jack Saves Rose                       | 1:42  |
| 11 | The Promenade/Butterfly Comb          | 2:40  |
| 12 | Rose                                  | 2:54  |
| 13 | The Portrait                          | 1:58  |
| 14 | Lovejoy Chases Jack and Rose          | 2:24  |
| 15 | Lovemaking                            | 2:26  |
| 16 | Hard to Starboard (Extended Version)  | 7:42  |
| 17 | Rose Frees Jack                       | 2:41  |

| #  | Titel                                      | Länge |
| -- | ------------------------------------------ | ----- |
| 1  | A Building Panic (Film Version)            | 7:25  |
| 2  | Unable to Stay, Unwilling to Leave         | 3:56  |
| 3  | Trapped on "D" Deck                        | 8:46  |
| 4  | Murdoch’s Suicide                          | 0:37  |
| 5  | The Sinking                                | 5:06  |
| 6  | Death of Titanic                           | 8:25  |
| 7  | A Promise Kept                             | 6:03  |
| 8  | A Life so Changed                          | 2:14  |
| 9  | A Woman’s Heart Is a Deep Ocean of Secrets | 1:43  |
| 10 | An Ocean of Memories                       | 8:00  |
| 11 | Post                                       | 2:44  |

| #  | Titel                                     | Länge |
| -- | ----------------------------------------- | ----- |
| 1  | Never an Absolution                       | 3:06  |
| 2  | Trailer                                   | 4:12  |
| 3  | The Portrait (Album Version)              | 4:43  |
| 4  | Logo (Alternate Extended Version)         | 2:10  |
| 5  | 2 1/2 Miles Down (Alternate)              | 1:36  |
| 6  | Southampton (Alternate)                   | 3:05  |
| 7  | “Leaving Port” (Alternate Ending)         | 3:00  |
| 8  | “Leaving Port” (Alternate)                | 2:15  |
| 9  | Take Her to Sea, Mr. Murdoch (Alternate)  | 4:29  |
| 10 | Rose (Alternate)                          | 2:58  |
| 11 | Piano Theme—The Portrait                  | 5:00  |
| 12 | Lovejoy Chases Jack (Alternate)           | 1:55  |
| 13 | Hard to Starboard (Alternate)             | 6:50  |
| 14 | A Building Panic (Album Suite)            | 8:05  |
| 15 | Death of Titanic (Alternate)              | 8:29  |
| 16 | A Promise KeptHymn to the Sea (Alternate) | 4:32  |
| 17 | Hymn to the Sea                           | 6:26  |

| #  | Titel                                    | Komponist                                 | Interpret    | Länge |
| -- | ---------------------------------------- | ----------------------------------------- | ------------ | ----- |
| 1  | Valse Septembre                          | Felix Godin (Henry Albert Brown)          | I Salonisti  | 3:43  |
| 2  | Marguerite Waltz                         | Charles Gounod                            | I Salonisti  | 2:34  |
| 3  | Wedding Dance                            | Paul Lincke                               | I Salonisti  | 2:30  |
| 4  | Poet and Peasant                         | Franz von Suppè                           | I Salonisti  | 6:48  |
| 5  | Blue Danube                              | Johann Strauss II                         | I Salonisti  | 6:55  |
| 6  | Song Without Words                       | Pjotr Iljitsch Tschaikowski               | I Salonisti  | 2:37  |
| 7  | Estudiantina                             | J. de Lau Lusignan, Paul Lacôme           | I Salonisti  | 3:11  |
| 8  | Oh! You Beautiful Doll                   | Nat Ayer, Nat D. Ayer, Seymour Brown      | William Ross | 2:12  |
| 9  | Blarney Pilgrims                         |                                           | Gaelic Storm | 2:11  |
| 10 | John Ryan’s Polka                        |                                           | Gaelic Storm | 2:53  |
| 11 | Kesh Jig                                 |                                           | Gaelic Storm | 1:59  |
| 12 | Drowsy Maggie Dance                      |                                           | Gaelic Storm | 1:22  |
| 13 | Come Josephine in My Flying Machine      | Fred Fisher, Alfred Bryan                 | William Ross | 1:46  |
| 14 | The Merry Widow                          | Franz Lehár                               | William Ross | 1:30  |
| 15 | Méditation de Thaïs                      | Jules Massenet                            | I Salonisti  | 4:25  |
| 16 | Vision of Salome                         | Joyce                                     | I Salonisti  | 2:42  |
| 17 | Titsy Bitsy Girl                         | Ivan Caryll, Lionel Monckton              | I Salonisti  | 1:35  |
| 18 | Alexander's Ragtime Band                 | Irving Berlin                             | I Salonisti  | 1:46  |
| 19 | Sphinx                                   | Francis Popy, Léo Pouget, Pierre Chapella | I Salonisti  | 3:48  |
| 20 | Barcarole                                | Jacques Offenbach                         | I Salonisti  | 3:31  |
| 21 | Orpheus                                  | Jacques Offenbach                         | I Salonisti  | 8:40  |
| 22 | Song of Autumn                           | Archibald Joyce                           | I Salonisti  | 3:53  |
| 23 | Nearer My God to Thee (Extended Version) | Mason, Adams                              | I Salonisti  | 3:14  |

## Kommerzieller Erfolg

### Chartplatzierungen und Singles
Titanic: Music from the Motion Picture erreichte am 16. Februar 1998 für vier Wochen Platz eins der deutschen Albumcharts. Insgesamt konnte es sich 51 Wochen in den Charts halten, davon 18 Wochen in den Top 10. In den Vereinigten Staaten hielt sich das Album 16 Wochen an der Chartspitze und 73 Wochen in den Top 200. Ebenfalls Rang eins belegte es unter anderem in Österreich, der Schweiz, im Vereinigten Königreich, in Frankreich, den Niederlanden, Belgien, Schweden, Finnland, Norwegen, Australien und Neuseeland. Auch in den deutschen, österreichischen und US-amerikanischen Jahrescharts 1998 erreichte Titanic: Music from the Motion Picture Platz eins.
| ChartsChartplatzierungen       | Höchstplatzierung | Wochen |
| ------------------------------ | ----------------- | ------ |
| Deutschland (GfK)              | 1 (51 Wo.)        | 51     |
| Österreich (Ö3)                | 1 (28 Wo.)        | 28     |
| Schweiz (IFPI)                 | 1 (35 Wo.)        | 35     |
| Vereinigte Staaten (Billboard) | 1 (73 Wo.)        | 73     |
| Vereinigtes Königreich (OCC)   | 1 (60 Wo.)        | 60     |

| ChartsJahrescharts (1998)      | Platzierung |
| ------------------------------ | ----------- |
| Deutschland (GfK)              | 1           |
| Österreich (Ö3)                | 1           |
| Schweiz (IFPI)                 | 2           |
| Vereinigte Staaten (Billboard) | 1           |
| Vereinigtes Königreich (OCC)   | 10          |

Als einzige Single des Soundtracks wurde am 5. Dezember 1997 der Song My Heart Will Go On ausgekoppelt, der weltweit überaus erfolgreich war und in zahlreichen Ländern die Chartspitze erreichte, darunter Deutschland, Österreich, die Schweiz, das Vereinigte Königreich, die Vereinigten Staaten, Frankreich, die Niederlande, Belgien, Schweden, Finnland, Norwegen und Australien.

### Auszeichnungen für Musikverkäufe
Titanic: Music from the Motion Picture wurde 1998 für mehr als 1,25 Millionen verkaufte Einheiten in Deutschland mit einer fünffachen Goldenen Schallplatte ausgezeichnet, womit es zu den meistverkauften Musikalben hierzulande gehört. Im Jahr 2000 erhielt es in den Vereinigten Staaten für über elf Millionen Verkäufe eine elffache Platin-Schallplatte (entspricht Diamant und einmal Platin) und ist damit der meistverkaufte, ausschließlich orchestrale Soundtrack. Mit weltweit rund 30 Millionen verkauften Exemplaren zählt es zu den meistverkauften Musikalben der Geschichte.
| Professionelle Bewertungen | Professionelle Bewertungen |
| -------------------------- | -------------------------- |
| Kritiken                   |                            |
| Quelle                     | Bewertung                  |
| allmusic                   | [ 21 ]                     |

| Land/Region                  | Auszeichnungen für Musikverkäufe (Land/Region, Auszeichnung, Verkäufe) | Verkäufe    |
| ---------------------------- | ---------------------------------------------------------------------- | ----------- |
| Argentinien (CAPIF)          | Platin                                                                 | 60.000      |
| Australien (ARIA)            | 5× Platin                                                              | 350.000     |
| Belgien (BRMA)               | 3× Platin                                                              | (150.000)   |
| Deutschland (BVMI)           | 5× Gold                                                                | (1.250.000) |
| Europa (IFPI)                | 6× Platin                                                              | 6.000.000   |
| Frankreich (SNEP)            | Diamant                                                                | (1.000.000) |
| Hongkong (IFPI/HKRIA)        | Platin                                                                 | 20.000      |
| Japan (RIAJ)                 | Diamant                                                                | 1.000.000   |
| Kanada (MC)                  | Diamant                                                                | 1.000.000   |
| Neuseeland (RMNZ)            | Platin                                                                 | 15.000      |
| Niederlande (NVPI)           | 7× Platin                                                              | (210.000)   |
| Norwegen (IFPI)              | 2× Platin                                                              | (80.000)    |
| Österreich (IFPI)            | 2× Platin                                                              | (100.000)   |
| Polen (ZPAV)                 | 7× Platin                                                              | (700.000)   |
| Schweden (IFPI)              | 2× Platin                                                              | (160.000)   |
| Schweiz (IFPI)               | 4× Platin                                                              | (200.000)   |
| Spanien (Promusicae)         | 4× Platin                                                              | (400.000)   |
| Taiwan (RIT)                 | 21× Platin                                                             | 1.164.229   |
| Vereinigte Staaten (RIAA)    | 11× Platin                                                             | 11.000.000  |
| Vereinigtes Königreich (BPI) | 3× Platin                                                              | (900.000)   |
| Volksrepublik China          | —                                                                      | 1.000.000   |
| Insgesamt                    | 1× Gold · 72× Platin · 4× Diamant ·                                    | 21.609.229  |

## FortsetzungBack to Titanic
Der Erfolg des Albums führte zur Veröffentlichung einer zweiten Albumversion zum Erscheinen des Films auf Video am 25. August 1998. Das Album Back to Titanic besteht aus einer Mischung von bis dahin unveröffentlichten Aufnahmen und Neuaufnahmen einiger Songs aus dem Film, darunter ein von Moya Brennan, Enyas Schwester und Frontsängerin der irischen Band Clannad, aufgenommener Titel. Mit An Irish Party in Third Class wurde ein Teil der von Gaelic Storm gespielten traditionellen irischen Musik veröffentlicht. Es gibt außerdem eine neue Version von My Heart Will Go On, die mit Dialogen untermalt ist.